# Duitse kampioenschappen beachvolleybal
De Duitse kampioenschappen beachvolleybal zijn een jaarlijks sporttoernooi die sinds 1992 door de Duitse volleybalbond (DVV) georganiseerd worden. Het toernooi wordt gehouden in het beachvolleybalstadion op het strand van Timmendorfer Strand aan de Oostzeekust.

## Toernooien

### Mannen
| Jaar | Goud                                     | Zilver                                   | Brons                                 |
| ---- | ---------------------------------------- | ---------------------------------------- | ------------------------------------- |
| 1992 | Lars-Björn Freier Christian Tiemann      | Andreas Boltze Christian Voß             | Thomas Brall Jan Fell                 |
| 1993 | Jörg Ahmann Axel Hager                   | Hauke Braack Frank Mackerodt             | Thomas Brall David Schüler            |
| 1994 | Bernhard Hoffman Andreas Scheuerpflug    | Thomas Brall David Schüler               | Matthias Kuring Falk Zimmermann       |
| 1995 | Jörg Ahmann Axel Hager                   | Burkhard Sude Holger Werner              | Bernhard Hoffman Andreas Scheuerpflug |
| 1996 | Jörg Ahmann Axel Hager                   | André Fröhlich Falk Zimmermann           | Edgar Krank Oliver Oetke              |
| 1997 | Jörg Ahmann Axel Hager                   | Mike Chaloupka Andreas Scheuerpflug      | Sven Anton Stefan Pomerenke           |
| 1998 | Jörg Ahmann Axel Hager                   | Christoph Dieckmann Markus Dieckmann     | Mike Chaloupka Wolfgang Kuck          |
| 1999 | Oliver Oetke Andreas Scheuerpflug        | Sergej Sergejev Falk Zimmermann          | Jörg Ahmann Axel Hager                |
| 2000 | Oliver Oetke Andreas Scheuerpflug        | Christoph Dieckmann Markus Dieckmann     | Jörg Ahmann Axel Hager                |
| 2001 | Markus Dieckmann Jonas Reckermann        | Oliver Oetke Andreas Scheuerpflug        | David Klemperer Niklas Rademacher     |
| 2002 | Thomas Hikel Marvin Polte                | Christoph Dieckmann Falk Zimmermann      | Markus Dieckmann Jonas Reckermann     |
| 2003 | Christoph Dieckmann Andreas Scheuerpflug | Markus Dieckmann Jonas Reckermann        | Julius Brink Kjell Schneider          |
| 2004 | Christoph Dieckmann Andreas Scheuerpflug | Julius Brink Kjell Schneider             | David Klemperer Niklas Rademacher     |
| 2005 | Markus Dieckmann Jonas Reckermann        | Christoph Dieckmann Andreas Scheuerpflug | Kay Matysik Marcus Popp               |
| 2006 | Julius Brink Christoph Dieckmann         | Florian Huth Stefan Uhmann               | David Klemperer Kjell Schneider       |
| 2007 | Julius Brink Christoph Dieckmann         | Kay Matysik Stefan Uhmann                | David Klemperer Eric Koreng           |
| 2008 | David Klemperer Eric Koreng              | Julius Brink Christoph Dieckmann         | Markus Böckermann Tom Götz            |
| 2009 | Julius Brink Jonas Reckermann            | Björn Andrae Marcus Popp                 | David Klemperer Eric Koreng           |
| 2010 | Julius Brink Jonas Reckermann            | Markus Böckermann Mischa Urbatzka        | David Klemperer Eric Koreng           |
| 2011 | Julius Brink Jonas Reckermann            | Sebastian Dollinger Stefan Windscheif    | David Klemperer Eric Koreng           |
| 2012 | Jonathan Erdmann Kay Matysik             | Eric Koreng Alexander Walkenhorst        | Sebastian Dollinger Stefan Windscheif |
| 2013 | Markus Böckermann Mischa Urbatzka        | Lars Flüggen Alexander Walkenhorst       | Sebastian Dollinger Stefan Windscheif |
| 2014 | Jonathan Erdmann Kay Matysik             | Sebastian Fuchs Thomas Kaczmarek         | Sebastian Dollinger Lars Flüggen      |
| 2015 | Armin Dollinger Clemens Wickler          | Jonathan Erdmann Kay Matysik             | Tim Holler Jonas Schröder             |
| 2016 | Markus Böckermann Lars Flüggen           | Jonathan Erdmann Thomas Kaczmarek        | Kay Matysik Alexander Walkenhorst     |
| 2017 | Tim Holler Clemens Wickler               | Sebastian Fuchs Eric Stadie              | Philipp Arne Bergmann Yannick Harms   |
| 2018 | Julius Thole Clemens Wickler             | Philipp Arne Bergmann Yannick Harms      | Nils Ehlers Lars Flüggen              |
| 2019 | Bennet Poniewaz David Poniewaz           | Jonathan Erdmann Sven Winter             | Philipp Arne Bergmann Yannick Harms   |
| 2019 | Bennet Poniewaz David Poniewaz           | Jonathan Erdmann Sven Winter             | Paul Becker Jonas Schröder            |
| 2020 | Julius Thole Clemens Wickler             | Nils Ehlers Eric Stadie                  | Alexander Walkenhorst Sven Winter     |
| 2021 | Alexander Walkenhorst Sven Winter        | Philipp Arne Bergmann Yannick Harms      | Julius Thole Clemens Wickler          |
| 2022 | Nils Ehlers Clemens Wickler              | Benedikt Sagstetter Jonas Sagstetter     | Jonas Reinhardt Milan Sievers         |
| 2023 | Nils Ehlers Clemens Wickler              | Bennet Poniewaz David Poniewaz           | Paul Henning Sven Winter              |
| 2024 | Nils Ehlers Clemens Wickler              | Philipp Huster Lui Wüst                  | Maximilian Just Robin Sowa            |

### Vrouwen
| Jaar | Goud                               | Zilver                            | Brons                             |
| ---- | ---------------------------------- | --------------------------------- | --------------------------------- |
| 1992 | Beate Paetow Martina Schwarz       | Cordula Borger Tina Klappenbach   | Martina Hauschild Conny Waack     |
| 1993 | Beate Paetow Martina Schwarz       | Cordula Borger Tina Klappenbach   | Judith Kern Brigitte Lohse        |
| 1994 | Judith Kern Brigitte Lohse         | Maike Friedrichsen Ulrike Schmidt | Kerstin Asbar Andrea Marunde      |
| 1995 | Beate Bühler Danja Müsch           | Cordula Borger Beate Paetow       | Maike Friedrichsen Ulrike Schmidt |
| 1996 | Ulrike Schmidt Gudula Staub        | Maike Friedrichsen Silke Meyer    | Beate Bühler Danja Müsch          |
| 1997 | Maike Friedrichsen Danja Müsch     | Ulrike Schmidt Gudula Staub       | Cordula Borger Andrea Ahmann      |
| 1998 | Ulrike Schmidt Gudula Staub        | Ines Pianka Jana Vollmer          | Maike Friedrichsen Danja Müsch    |
| 1999 | Maike Friedrichsen Danja Müsch     | Ulrike Schmidt Gudula Staub       | Andrea Ahmann Silke Meyer         |
| 2000 | Ulrike Schmidt Gudula Staub        | Andrea Ahmann Silke Meyer         | Gabriele Freytag Martina Stoof    |
| 2001 | Maike Friedrichsen Danja Müsch     | Ines Pianka Tonya Williams        | Stephanie Pohl Okka Rau           |
| 2002 | Stephanie Pohl Okka Rau            | Susanne Lahme Danja Müsch         | Ines Pianka Tonya Williams        |
| 2003 | Ines Pianka Tonya Williams         | Andrea Ahmann Jana Vollmer        | Susanne Lahme Danja Müsch         |
| 2004 | Rieke Brink-Abeler Hella Jurich    | Stephanie Pohl Okka Rau           | Helke Claasen Martina Stoof       |
| 2005 | Susanne Lahme Danja Müsch          | Stephanie Pohl Okka Rau           | Sara Goller Laura Ludwig          |
| 2006 | Sara Goller Laura Ludwig           | Rieke Brink-Abeler Hella Jurich   | Stephanie Pohl Okka Rau           |
| 2007 | Sara Goller Laura Ludwig           | Helke Claasen Antje Röder         | Ruth Flemig Stefanie Hüttermann   |
| 2008 | Sara Goller Laura Ludwig           | Rieke Brink-Abeler Hella Jurich   | Helke Claasen Antje Röder         |
| 2009 | Katrin Holtwick Ilka Semmler       | Geeske Banck Anja Günther         | Sara Goller Laura Ludwig          |
| 2010 | Jana Köhler Julia Sude             | Sara Goller Laura Ludwig          | Katrin Holtwick Ilka Semmler      |
| 2011 | Sara Goller Laura Ludwig           | Jana Köhler Julia Sude            | Karla Borger Britta Büthe         |
| 2012 | Katrin Holtwick Ilka Semmler       | Geeske Banck Kira Walkenhorst     | Teresa Mersmann Cinja Tillmann    |
| 2013 | Laura Ludwig Kira Walkenhorst      | Katrin Holtwick Ilka Semmler      | Karla Borger Britta Büthe         |
| 2014 | Karla Borger Britta Büthe          | Laura Ludwig Julia Sude           | Katrin Holtwick Ilka Semmler      |
| 2015 | Laura Ludwig Kira Walkenhorst      | Teresa Mersmann Isabel Schneider  | Katrin Holtwick Ilka Semmler      |
| 2016 | Laura Ludwig Kira Walkenhorst      | Chantal Laboureur Julia Sude      | Karla Borger Britta Büthe         |
| 2017 | Chantal Laboureur Julia Sude       | Melanie Gernert Tatjana Zautys    | Karla Borger Margareta Kozuch     |
| 2018 | Victoria Bieneck Isabel Schneider  | Kim Behrens Sandra Ittlinger      | Teresa Mersmann Cinja Tillmann    |
| 2019 | Karla Borger Julia Sude            | Laura Ludwig Margareta Kozuch     | Kim Behrens Cinja Tillmann        |
| 2020 | Sandra Ittlinger Chantal Laboureur | Laura Ludwig Margareta Kozuch     | Kim Behrens Cinja Tillmann        |
| 2021 | Chantal Laboureur Sarah Schulz     | Karla Borger Julia Sude           | Kim Behrens Sandra Ittlinger      |
| 2022 | Svenja Müller Cinja Tillmann       | Sandra Ittlinger Isabel Schneider | Anna-Lena Grüne Kira Walkenhorst  |
| 2023 | Svenja Müller Cinja Tillmann       | Anna Behlen Sarah Schulz          | Karla Borger Sandra Ittlinger     |
| 2024 | Svenja Müller Cinja Tillmann       | Louisa Lippmann Laura Ludwig      | Kim van de Velde Sandra Ittlinger |

## Meervoudige winnaars

### Mannen
| Speler               | Periode   | Goud | Zilver | Brons | Totaal |
| -------------------- | --------- | ---- | ------ | ----- | ------ |
| Clemens Wickler      | 2015–2024 | 7    | 0      | 1     | 8      |
| Andreas Scheuerpflug | 1994–2005 | 5    | 3      | 1     | 9      |
| Julius Brink         | 2003–2011 | 5    | 2      | 1     | 8      |
| Jonas Reckermann     | 2001–2011 | 5    | 1      | 1     | 7      |
| Jörg Ahmann          | 1993–2000 | 5    | 0      | 2     | 7      |
| Axel Hager           | 1993–2000 | 5    | 0      | 2     | 7      |
| Christoph Dieckmann  | 1998–2008 | 4    | 5      | 0     | 9      |
| Nils Ehlers          | 2018–2024 | 3    | 1      | 1     | 5      |
| Markus Dieckmann     | 1998–2005 | 2    | 3      | 1     | 6      |
| Jonathan Erdmann     | 2012–2019 | 2    | 3      | 0     | 5      |
| Kay Matysik          | 2005–2016 | 2    | 2      | 2     | 6      |
| Oliver Oetke         | 1996–2001 | 2    | 1      | 2     | 5      |
| Markus Böckermann    | 2008–2016 | 2    | 1      | 1     | 4      |
| Julius Thole         | 2018–2021 | 2    | 0      | 1     | 3      |

### Vrouwen
| Speler             | Periode   | Goud | Zilver | Brons | Totaal |
| ------------------ | --------- | ---- | ------ | ----- | ------ |
| Laura Ludwig       | 2005–2024 | 7    | 5      | 2     | 14     |
| Danja Müsch        | 1995–2005 | 5    | 1      | 3     | 9      |
| Sara Goller        | 2005–2011 | 4    | 1      | 2     | 7      |
| Julia Sude         | 2010–2021 | 3    | 4      | 0     | 7      |
| Ulrike Schmidt     | 1994–2000 | 3    | 3      | 1     | 7      |
| Maike Friedrichsen | 1994–2001 | 3    | 2      | 2     | 7      |
| Gudula Staub       | 1996–2000 | 3    | 2      | 0     | 5      |
| Kira Walkenhorst   | 2012–2016 | 3    | 1      | 1     | 5      |
| Chantal Laboureur  | 2016–2021 | 3    | 1      | 0     | 4      |
| Cinja Tillmann     | 2012–2024 | 3    | 0      | 4     | 7      |
| Svenja Müller      | 2020–2024 | 3    | 0      | 0     | 3      |
| Karla Borger       | 2011–2023 | 2    | 1      | 5     | 8      |
| Katrin Holtwick    | 2009–2015 | 2    | 1      | 3     | 6      |
| Ilka Semmler       | 2009–2015 | 2    | 1      | 3     | 6      |
| Beate Paetow       | 1992–1995 | 2    | 1      | 0     | 3      |
| Martina Schwarz    | 1992–1993 | 2    | 0      | 0     | 2      |